# Zhang Shichuan

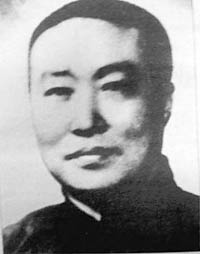
Zhang Shichuan

Zhang Shichuan (chinesisch 張石川 / 张石川, Pinyin Zhāng Shíchuān; * 1. Januar 1890 als Zhang Weitong 張偉通 / 張伟通,  Zhāng Wěitōng in Ningbo, Zhejiang, Chinesisches Kaiserreich; † 8. Juli 1954 in Shanghai, Volksrepublik China) war ein chinesischer Filmregisseur und Produzent. Er gilt als Pionier des chinesischen Films.
Zhang arbeitete bei einer Werbeagentur, bevor er 1913 eine Beraterstelle in der von zwei Amerikanern gegründeten Asia Film Company annahm. Er übernahm jedoch gleich sämtliche Verantwortlichkeiten der Firma. Zhang stellte den Dramatiker Zheng Zhengqiu ein und gemeinsam schufen sie den Kurzfilm Ehepaar in der Not (難夫難妻), 1913 – ihre erste von zahlreichen Zusammenarbeiten, der als erster echter Spielfilm Chinas gilt; zuvor waren lediglich Theateraufführungen abgefilmt worden. Danach gründete Zhang seine erste eigene Filmproduktionsgesellschaft Huanxian (幻仙影片公司, 1916) und drehte Unschuldiger Geist in der Opiumhöhle (黑籍冤魂, 1916).
Gemeinsam mit Zhou Jianyun und Zheng Zhengqiu gründete Zhang 1922 in Shanghai die Filmgesellschaft Mingxing, die zur bedeutendsten chinesischen Filmgesellschaft der 1920er Jahre wurde. Anders als Zheng war Zhang gewinnorientiert. Unter seiner Regie entstanden kommerzielle Unterhaltungsfilme, darunter der älteste heute noch erhaltene chinesische Film Romanze eines Obstverkäufers (擲果緣, 1922) alias Liebe eines Arbeiters (勞工之愛情, 1922). Mit dem Martial-Arts-Film Feuer im Tempel des Roten Lotus (火燒紅蓮寺, 1928) war Zhang derart erfolgreich, dass er bis 1931 18 Fortsetzungen davon drehte.
1931 führte Zhang Regie bei Chinas erstem Tonfilm, Sängerin Rote Päonie (歌女紅牡丹, in Shanghai) mit Hu Die in der Hauptrolle, ebenfalls mit der Schauspielerin Hu und gewinnbringend war Cosmetics of Market (脂粉市場, 1933). 1932 wurden Studioanlagen von Mingxing durch einen japanischen Bombenangriff zerstört. In den frühen 1930er Jahren stellte Zhang Shichuan viele linksgerichtete Autoren und Regisseure ein und es entstanden bei Mingxing sozialkritische Filme, wie Seidenraupe des Frühlings (春蠶, 1933) von Cheng Bugao.
Nach der Okkupation Shanghais durch die Japaner im Jahre 1937 wurde die dortige Filmproduktion unter dem Dach der United Artists Film Company, China (中華聯合製片股份公司) vereinheitlicht und Zhang arbeitete ab 1942 als Produktionsleiter in verschiedenen Bereichen. Nach der japanischen Kapitulation wurde Zhang wegen seiner Tätigkeit als Verräter angesehen. Obwohl nie offiziell angeklagt, erholte sich Zhang von der öffentlichen Erniedrigung nicht, er drehte nur noch zwei Filme. Der Umfang seines Gesamtwerks ist unbekannt, wird aber auf etwa 150 bis 200 Filme geschätzt.